# بطة خشبية

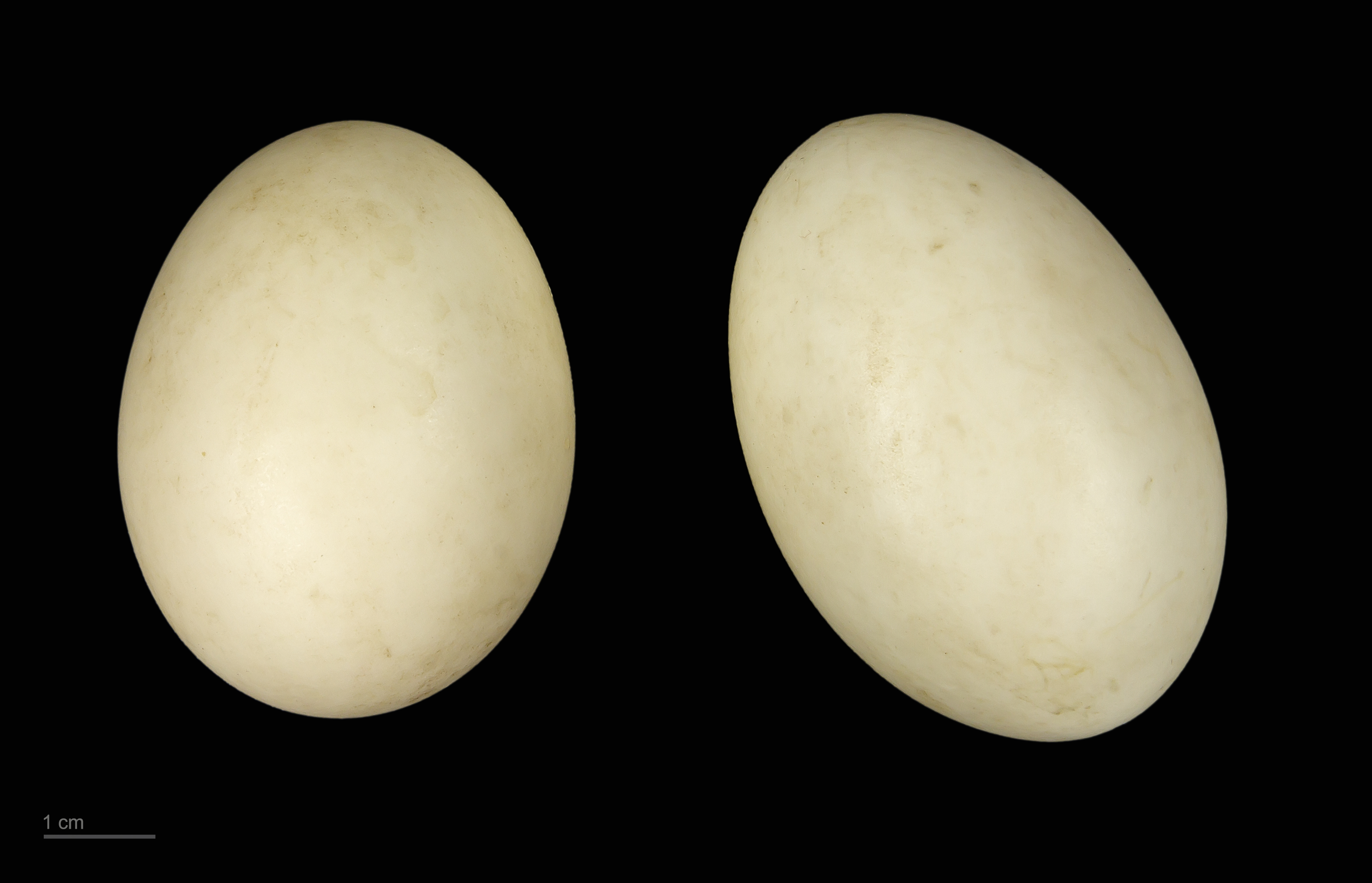
Chenonetta jubata

البطة الخشبية الأسترالية أو وود دوك بالإنجليزية (Wood Duck) أو تشينونيتا جوبتا، بطة تعيش في معظم أنحاء أستراليا هو النوع الوحيد الذي ما زال على قيد الحياة في جنس تشينونيتا. يتم تصنيفها عادةً في فصيلة أنتينا (حسب هواة البط)، وقد يتم تصنيفه إلى فصيلة تادورنيناي ، له قرابة مع بط رينجيد تيل. تعتبر هذه البطه من الحيوانات الغير مهددة بالانقراض 

## وصف
- طول البطه 45-51 سم تشبه الإوزة الصغيرة، ويتغذي أغلبهم بالرعي في مجموعات.
- يكون الذكر رمادي اللون برأس بني داكن ويملك صدر مرقش.
- الأنثى تملك خطوط بيضاء فوق وتحت منطقة العين وصدر مرقش.
- كل الجنسين يملكون اجنحه ذات لون رمادي مع لون اسود أساسي للجناح، ومنظار ريشي أبيض.

## بيئة وتوزيع البط
تستفيد هذه الأنواع من البط من الأماكن الزراعية وأماكن وجود السدود، بيئتها تضم المستنقعات ذات الأشجار الخفيفة والمستنقعات والغابات والمراعي المفتوحة.